# Teorema de Liouville (mecánica hamiltoniana)
En física, el teorema de Liouville es un resultado de la mecánica hamiltoniana sobre la evolución temporal de un sistema mecánico. Un conjunto de partículas con condiciones iniciales cercanas pueden representarse por la región conexa que ocupa en el espacio de fases. El teorema establece que dicha región mantendrá invariante su volumen a pesar de que se estirará y se encogerá a medida que cada partícula evolucione.

## Introducción
Consideremos una región del espacio fásico que evoluciona con el tiempo al desplazarse sobre su trayectoria. Cada uno de sus puntos se transforma al cabo del tiempo en una región de forma diferente ubicada, además, en otra parte del espacio fásico. El teorema de Liouville afirma que a pesar de la traslación y el cambio de forma el «volumen» total de dicha región permanecerá invariante. Además debido a la continuidad de la evolución temporal si la región es conexa inicialmente seguirá siendo conexa todo el tiempo.
Casi todas las demostraciones usan el hecho de que la evolución temporal de una «nube» de puntos en el espacio fásico es de hecho una transformación canónica que cambiará la forma y posición de dicha nube, aunque mantendrá su volumen total.

### Demostración directa
Una forma de probar que la evolución temporal es una transformación canónica, cosa relativamente sencilla, y a partir de ahí calcular directamente el determinante de dicho cambio de coordenadas, y probar que de hecho el determinante de dicha transformación es igual a 1, lo cual prueba la invariancia del volumen.

### Demostración basada en la forma simpléctica
Otra forma de probar el teorema es tener en cuenta que la forma de volumen {\displaystyle {\eta }_{\Gamma }\;} del espacio fásico es el n-ésimo producto de la forma simpléctica, y que está de acuerdo con el teorema de Darboux se expresa como producto de pares de variables canónicamente conjugadas:

{\displaystyle {\eta }_{\Gamma }=\bigwedge _{i=1}^{n}\omega =\omega _{1}\land \dots \land \omega _{n}=dp_{1}\land \dots \land dp_{n}\land dq_{1}\land \dots \land dq_{n}=dP_{1}\land \dots \land dP_{n}\land dQ_{1}\land \dots \land dQ_{n}}

De donde se sigue que el determinante de la transformación es igual a 1 y, por tanto:

{\displaystyle \forall V\subset \Gamma :\quad \int _{V}d^{n}\mathbf {q} d^{n}\mathbf {p} =\int _{\phi _{\tau }(V)}d^{n}\mathbf {Q} d^{n}\mathbf {P} }

Esta última expresión es esencialmente el enunciado del teorema de Liouville.

## Ecuación de Liouville
El teorema de Liouville puede reescribirse en términos del corchete de Poisson. Esta forma alternativa, conocida como ecuación de Liouville, viene dada por:

{\displaystyle {\frac {\partial \rho }{\partial t}}=-\{\,\rho ,H\,\}}

o en términos del operador de Liouville, también llamado «Liouvilliano»:

{\displaystyle {\hat {\mathbf {L} }}=\sum _{i=1}^{d}\left[{\frac {\partial H}{\partial p_{i}}}{\frac {\partial }{\partial q^{i}}}-{\frac {\partial H}{\partial q^{i}}}{\frac {\partial }{\partial p_{i}}}\right],}

que lleva a la forma:

{\displaystyle {\frac {\partial \rho }{\partial t}}+{\hat {\mathbf {L} }}\rho =0.}

## Mecánica cuántica
En mecánica cuántica existe un resultado análogo al teorema de Liouville que describe la evolución de un estado mezcla. De hecho, se puede llegar a la versión mecano-cuántica de este resultado mediante la simple cuantización canónica. Aplicando ese procedimiento formal llegamos a al análogo cuántico del teorema de Liouville:

{\displaystyle {\frac {\partial }{\partial t}}\rho =-{\frac {i}{\hbar }}[H,\rho ]}

Donde ρ es la matriz densidad. Cuando se aplica el resultado al valor esperado de un observable, la correspondiente ecuación dada por el teorema de Ehrenfest toma la forma:

{\displaystyle {\frac {d}{dt}}\langle A\rangle ={\frac {i}{\hbar }}\langle [H,A]\rangle }

Donde {\displaystyle A\,} es un observable.
- Datos: Q766722